# Медал за майчинство
Медал за майчинство е държавна награда на Народна република България стимулираща раждаемостта в страната. Медалът се връчва за първи път през 1950 година и се състои от две степени. Първа степен се връчва за раждане и възпитаване на 4 деца, а втора степен за раждане и възпитаване на 3 деца. От 1966 година медалът се награждава само за първа степен, като се връчва за раждане и възпитание на 3 деца. През 1989 година е връчен за последно.